# Perron (symbole)
Pour les articles homonymes, voir Perron.

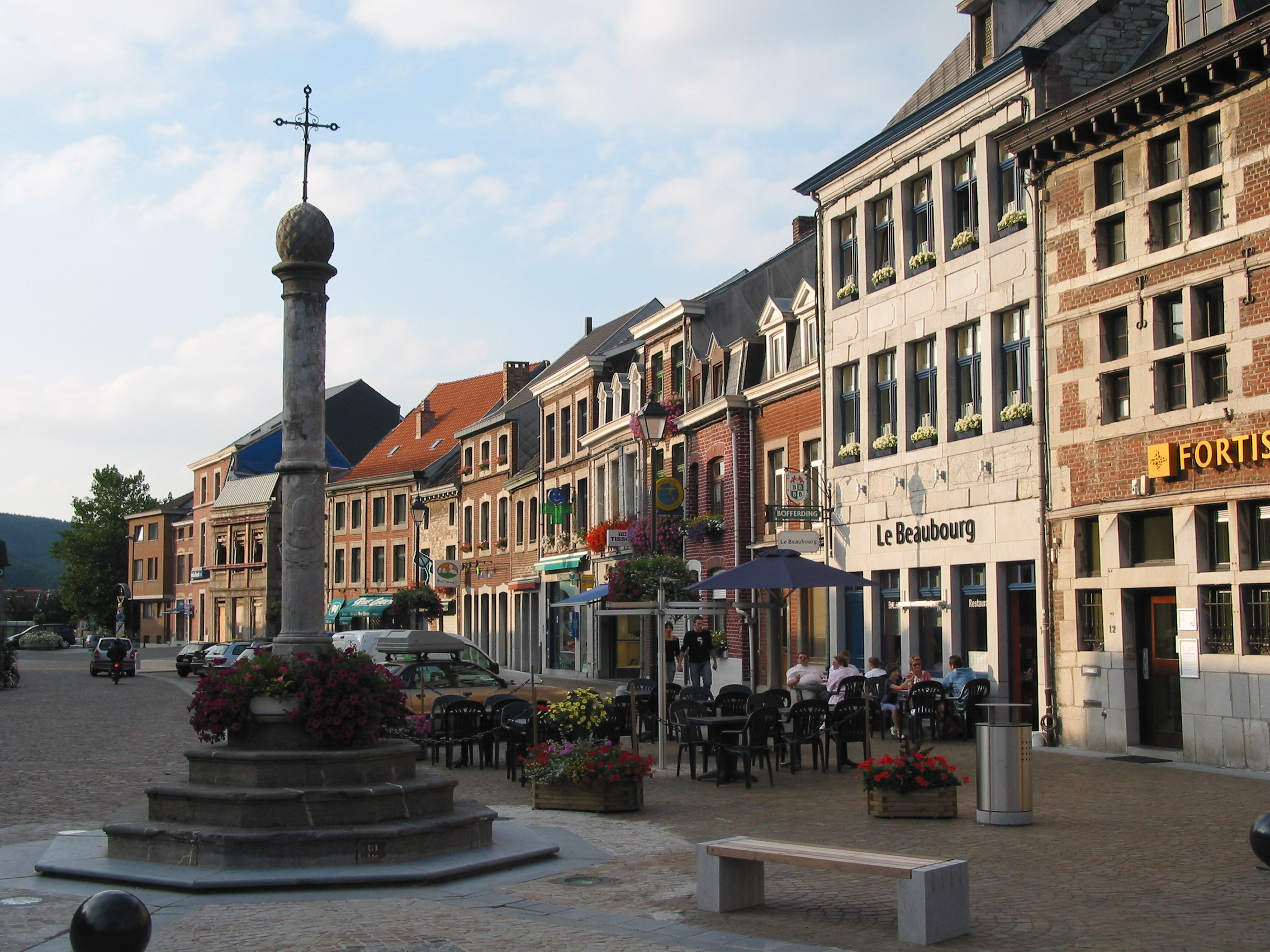
Perron de Theux.

Le Perron est le symbole de la justice du prince-évêque de Liège. Siècle après siècle, le perron s'est aussi affirmé comme celui des libertés et d'autonomie communale sous l'ancien Régime.

## Historique
Le Perron est le descendant historique du Pilori. Le Perron est une croix de marché devant laquelle :
- on rendait la justice ;
- on promulguait les règlements, les mandements et les édits ;
- on publiait les prix ;
- on proclamait les bannissements, etc.

Il est constitué de trois à six marches, d'une colonne sur un socle, surmontée d'une pomme de pin et d'une croix.
En principauté de Liège, il fut le lieu où les lois et les règlements devaient avoir été proclamés en public pour être appliqués. Il était ainsi le symbole de l'autorité et de l'autonomie, d'abord du Prince-Évêque, puis plus tard de la ville. Au cours du XIVe siècle, les « Bonnes Villes » (celles possédant une charte communale) de la Principauté ont aussi pu ériger leur propre perron. Huy, première ville d'Europe du Nord à s'être vu attribuer une charte communale en 1066, possédait un perron dès 1235. Dès le XIIe siècle, le perron figurait sur les pièces de monnaie du Prince-évêque de Liège Henri II de Leez (issu de la noblesse de Grand-Leez).
Il existait également des perrons en principauté de Stavelot-Malmedy, voisine de la Principauté de Liège et dans le Duché de Brabant.
À Vottem existait un perron « de remplacement » : lors de la révolte des Liégeois en 1346, Englebert de La Marck, aidé par une coalition menée par le Roi des Romains, Charles, et son père Jean Ier de Luxembourg (dit « Jean l'aveugle », roi de Bohême) tente de prendre le contrôle de ce perron afin de donner force de loi à son édit de bannissement à l'égard des chefs rebelles. Cela donne lieu à la 1re bataille de Vottem (19 juillet). Un mois plus tard, Jean l'aveugle trouvera la mort à Crécy.

## Le perron liégeois
Au XIVe siècle, il fut intégré aux armoiries de la ville (il l’est toujours à ce jour).
L’interprétation des lettres L et G « accotant » le perron dans l'héraldique liégeoise à partir de la Renaissance est née du désir bien humain de donner un sens à tout.
À l’origine, ces deux lettres servent simplement à distinguer le perron de Liège de celui de Saint-Trond (S et T) et de quelques autres dans différentes Bonnes Villes du pays de l’Évêque (de Liège). Au Moyen Âge, on voit quelquefois des perrons liégeois entourés non pas des seules lettres L et G, mais de Lie Ge ou Ly Ge.
Une légende relativement récente[précision nécessaire] veut y lire Libertas Gentis, « Liberté du Peuple » puisque le perron symbolise, dans tout le pays de Liège, depuis le Moyen Âge, la droiture de la justice et la fierté des libertés. Cette interprétation plaît beaucoup aux Liégeois.[réf. nécessaire]

Les armoiries de la Principauté-épiscopale de Liège.
Les armoiries de la province de Liège.
Les armoiries de la ville de Liège, ornées du perron.
Les armoiries modernes de Saint-Trond.
Les armoiries de la commune de Châtelet.
Les armoiries de la commune de Theux.
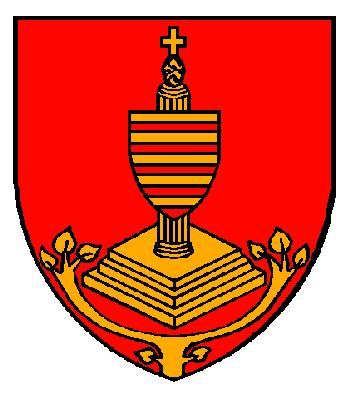
Les armoiries de la commune de Dilsen-Stokkem.
Les armoiries de Jalhay.
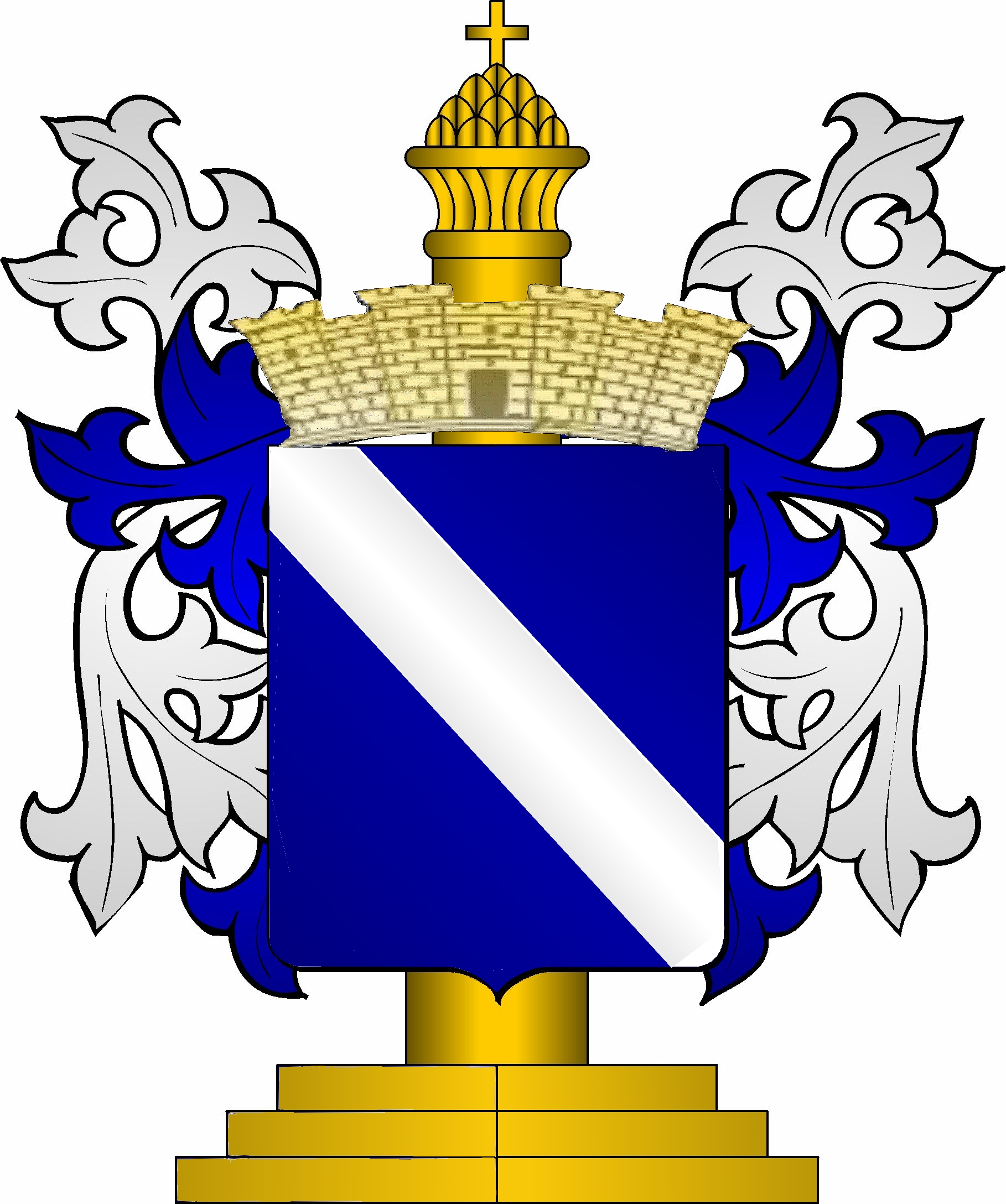
Les armoiries de Visé.
Les armoiries de Marchienne-au-Pont.

## Le perron dans d'autres villes
Outre le perron de Liège, il en existe notamment à Bilzen, Bree, Châtelet, Hasselt, Herve, Huy, Maaseik, Mont-Saint-Guibert, Nivelles, Petit-Rechain, Saint-Trond, Sart (Jalhay), Spa, Stavelot, Stokkem, Surister (Jalhay), Theux, Tongres, Verviers, Villers-l'Évêque et Visé pour la Belgique actuelle et Maastricht aux Pays-Bas. Celui de Waremme n'existe plus, mais voici sa description lors de son adjudication en 1734 à André Wilmar, « maitre ouvrier des pierres », pour remplacer un plus ancien : 

« Un peron de piere avec trois degrez en rondeur touts agrappé et un pied de stalle ; le premier degrez de neuf pied et demij en diametre avec neuf pouces de marche ; la piere dastalle de deux pieds et demij ou aproportion avec un demij rond en hault ; la colomme de huit pieds de haulteur denviron neuf pouces de grosseur et un boulle au bout sisselee avec un trou pour ij poser une baniere et deux chavee de chaux ; le tout au prix de vingt escus. »

— Waremme, Reces du Magistrat, AELg

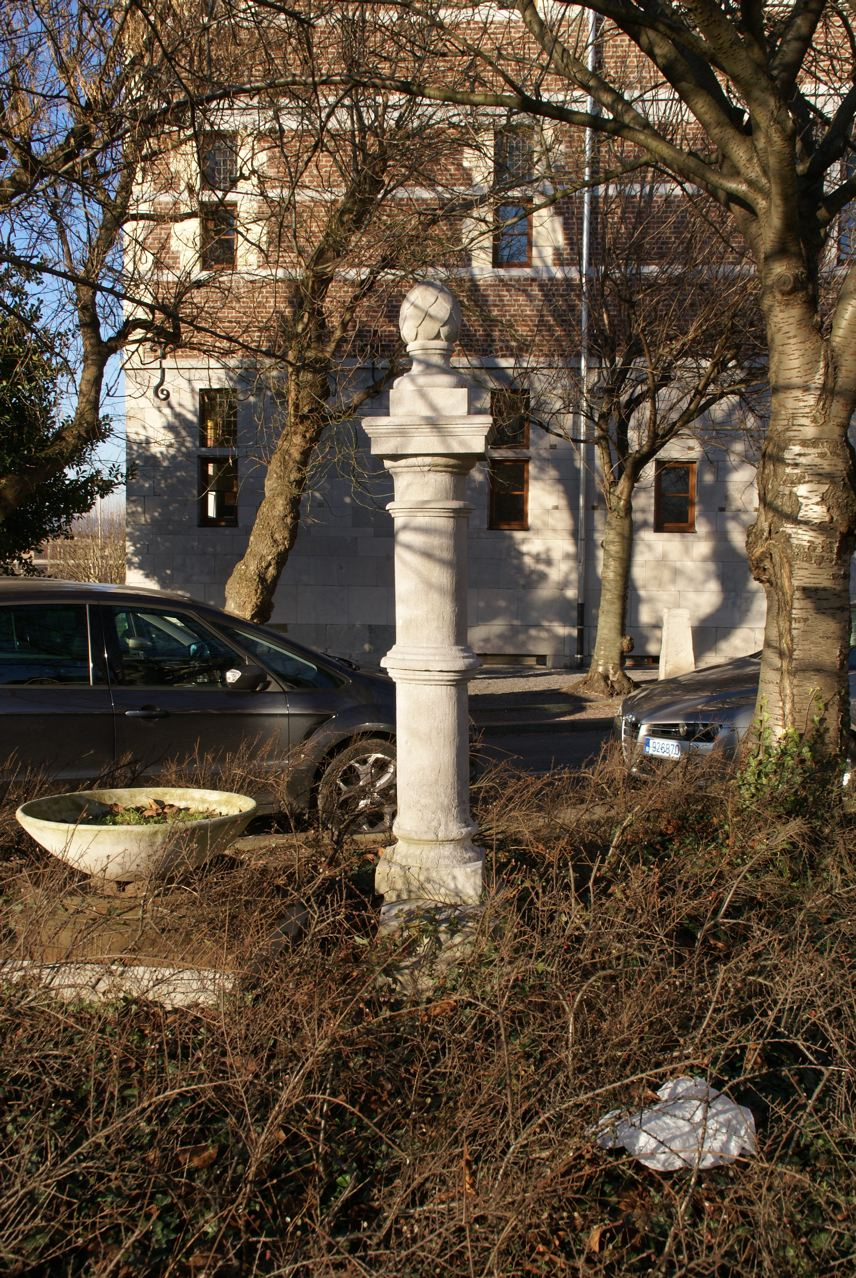
Le perron de Visé.
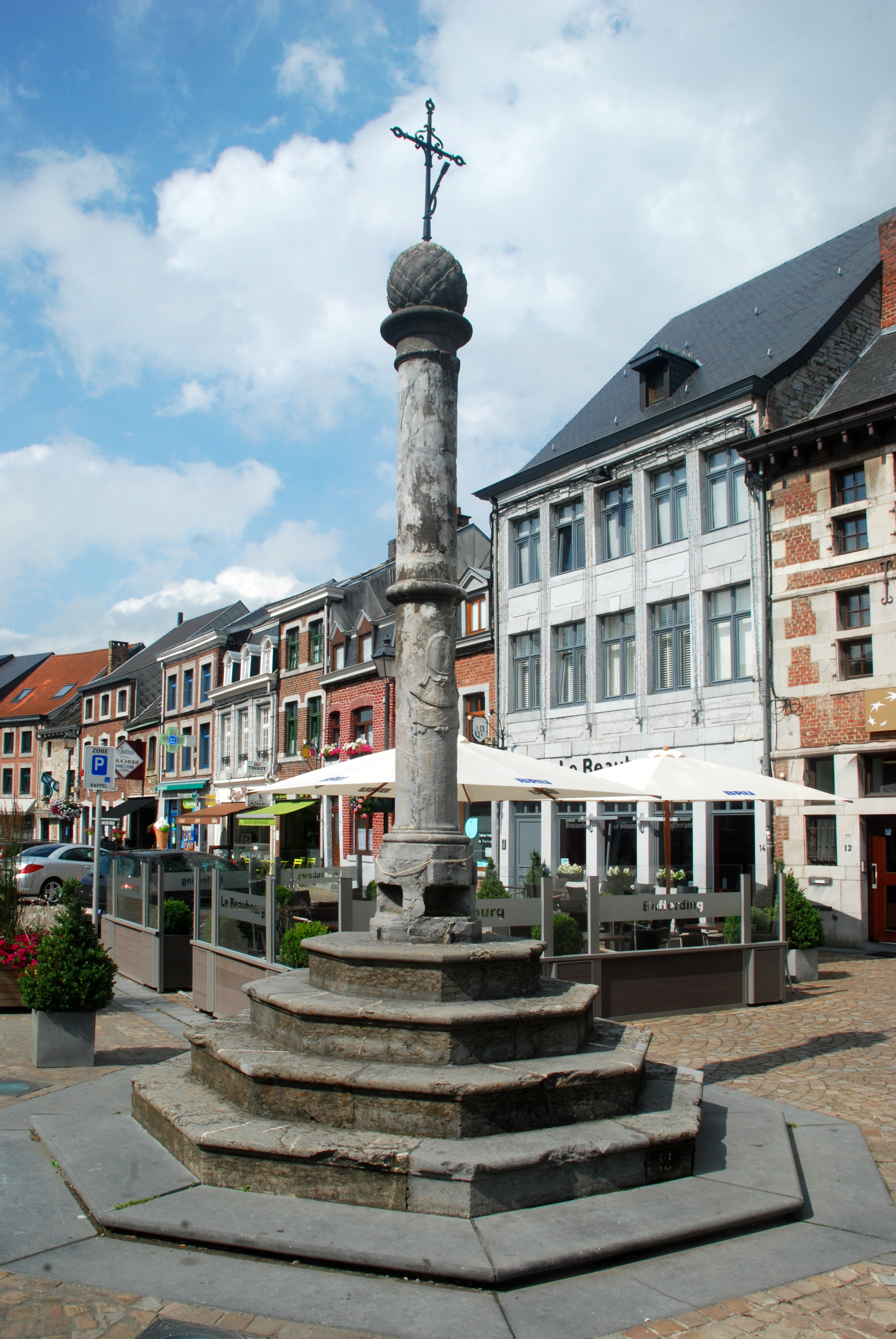
Le perron de Theux.
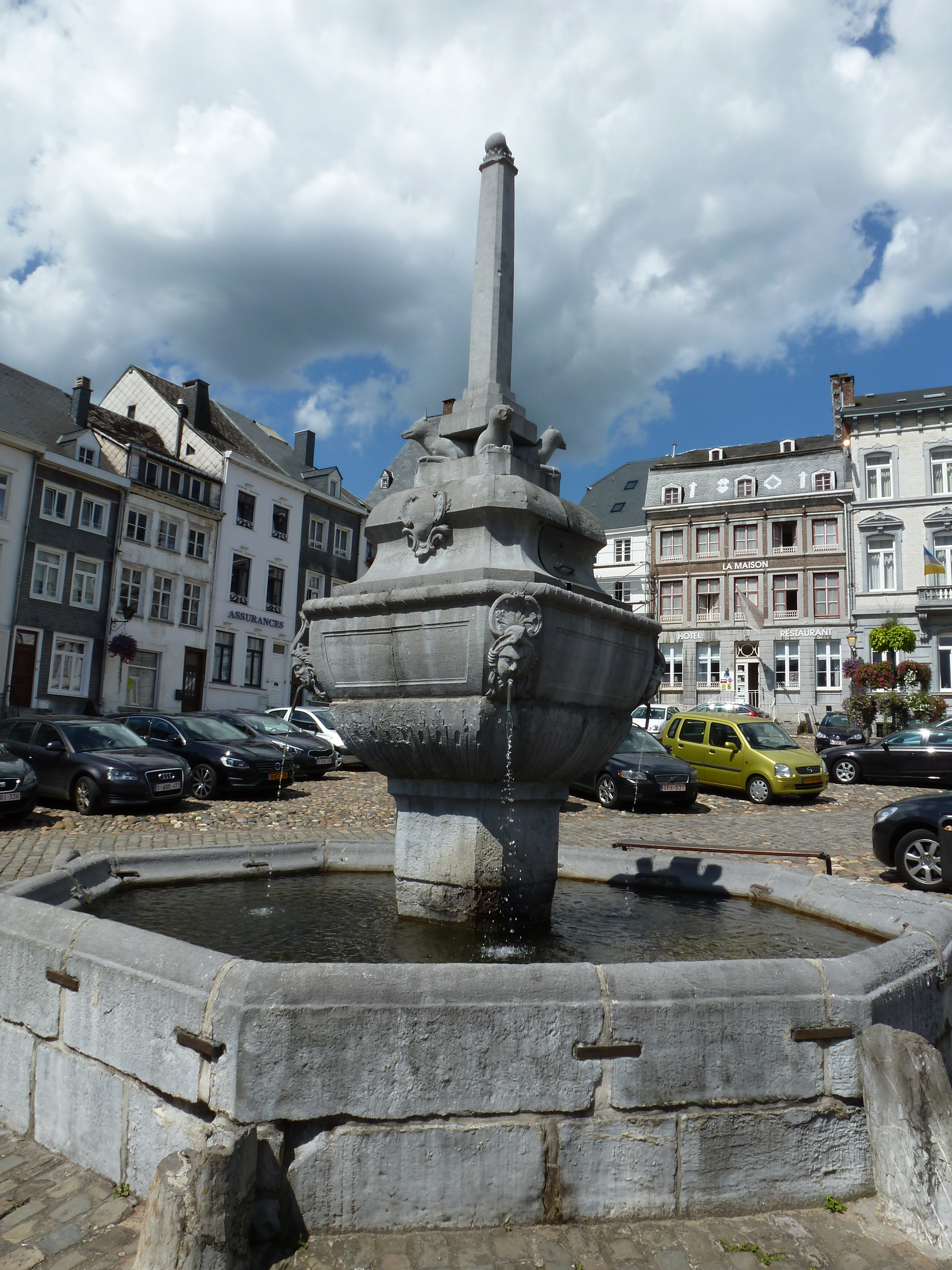
Le perron de Stavelot.
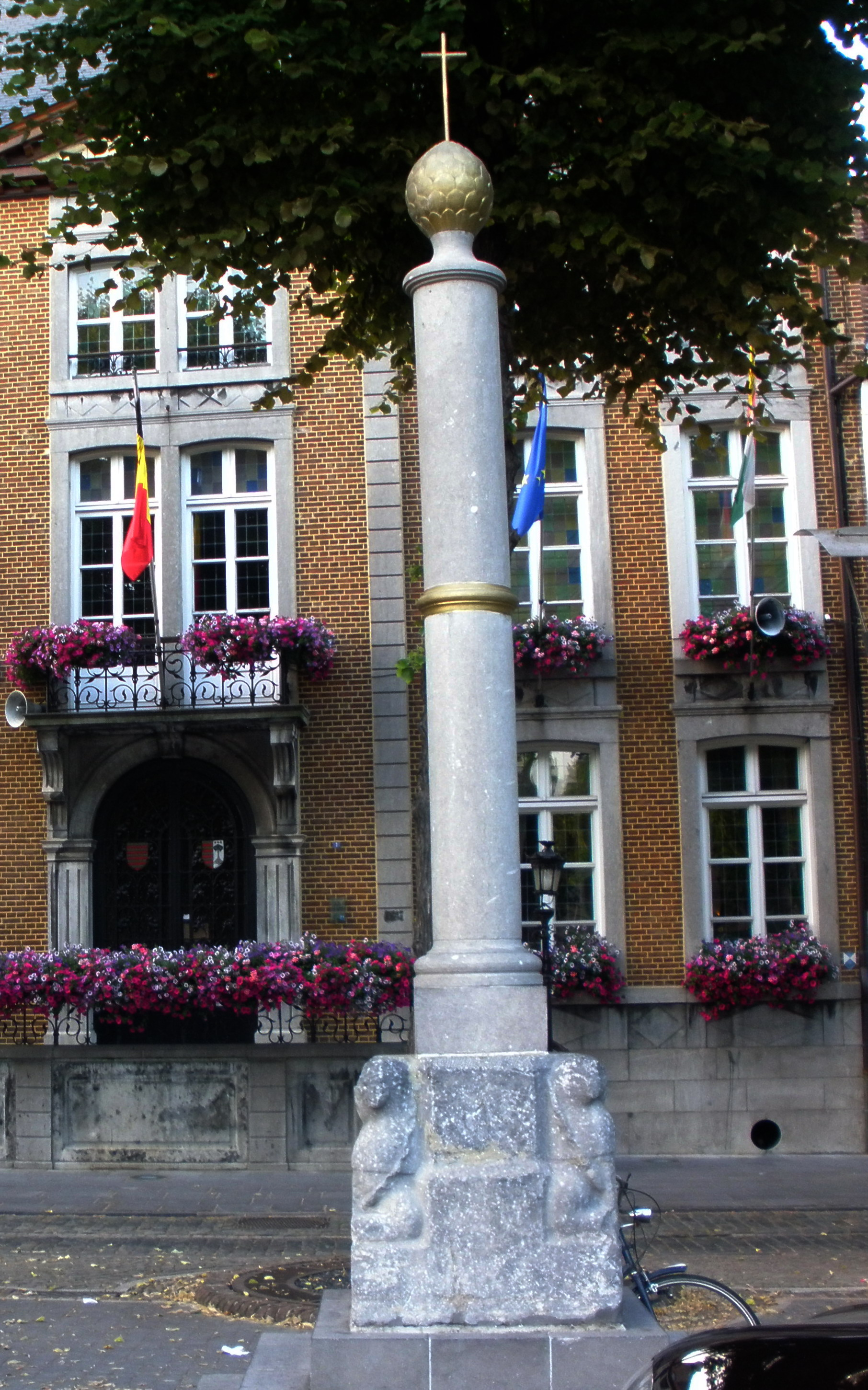
Le perron de Maaseik.
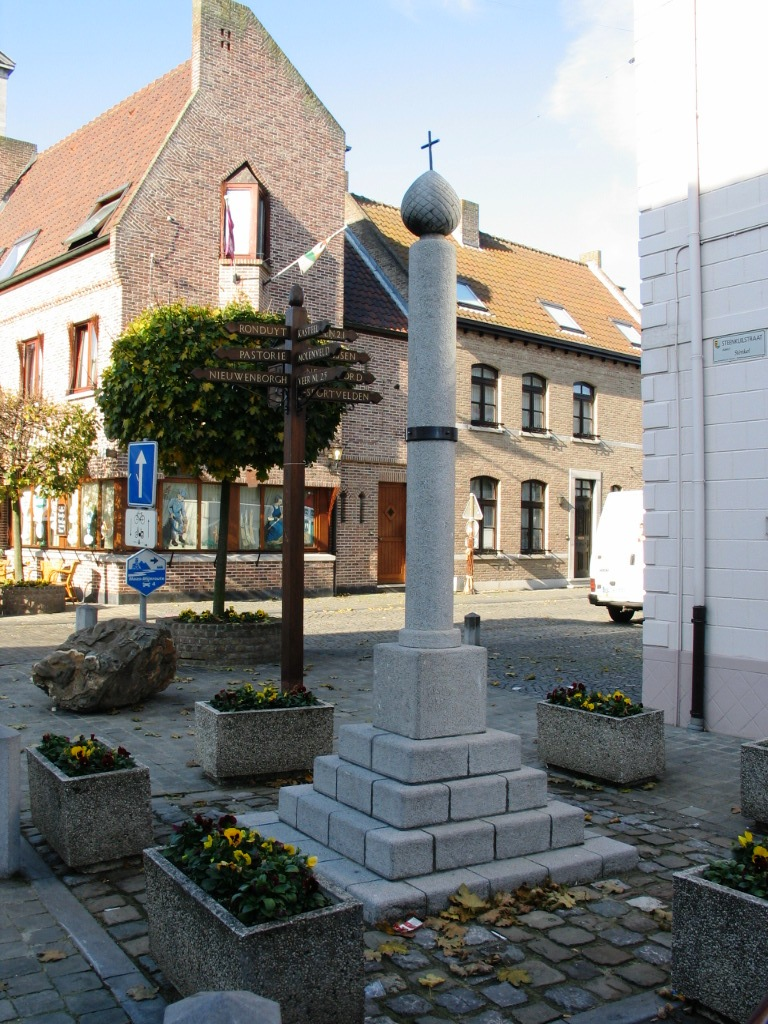
Le perron de Stokkem.
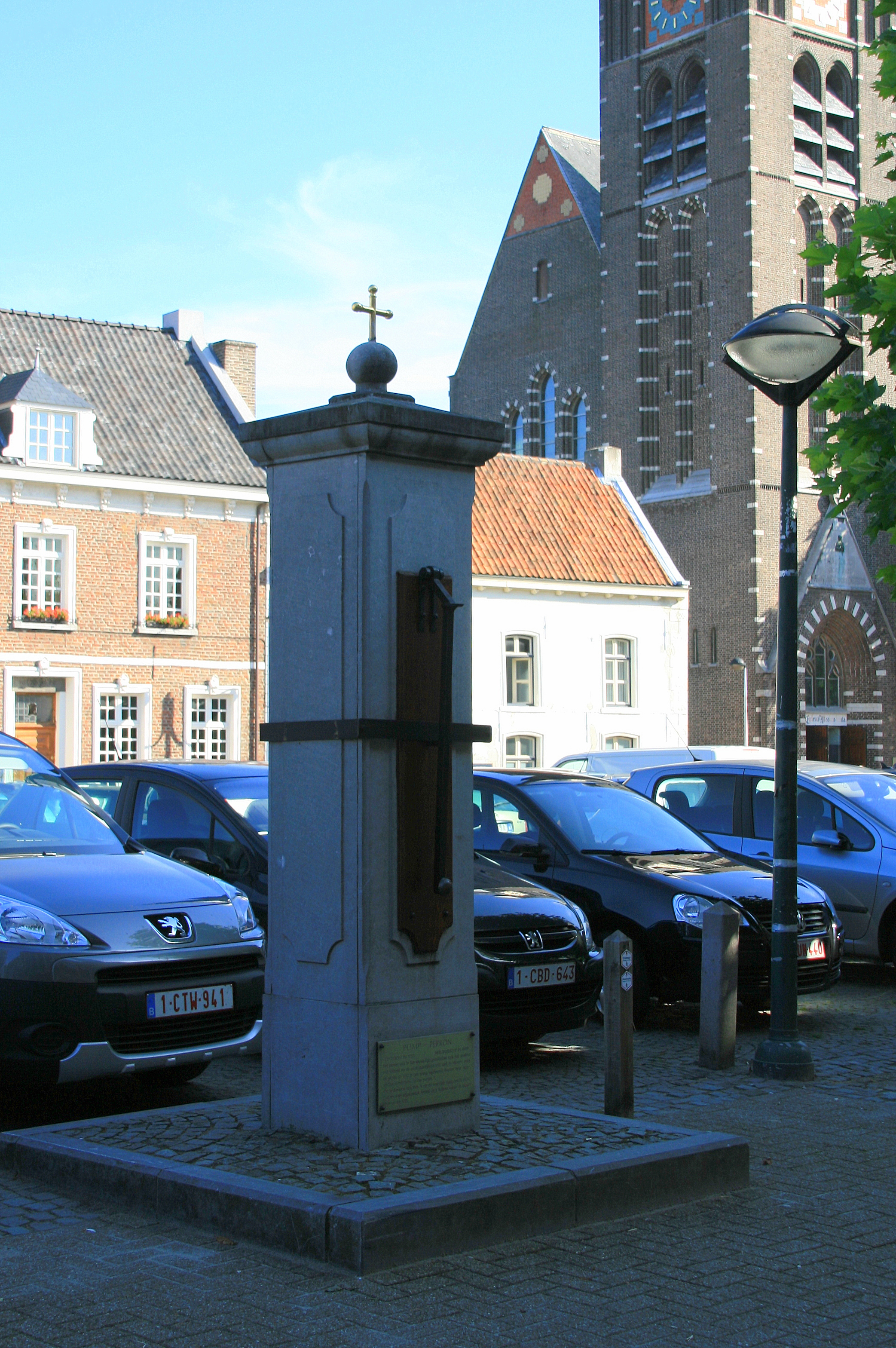
Le perron-pompe de Hamont.
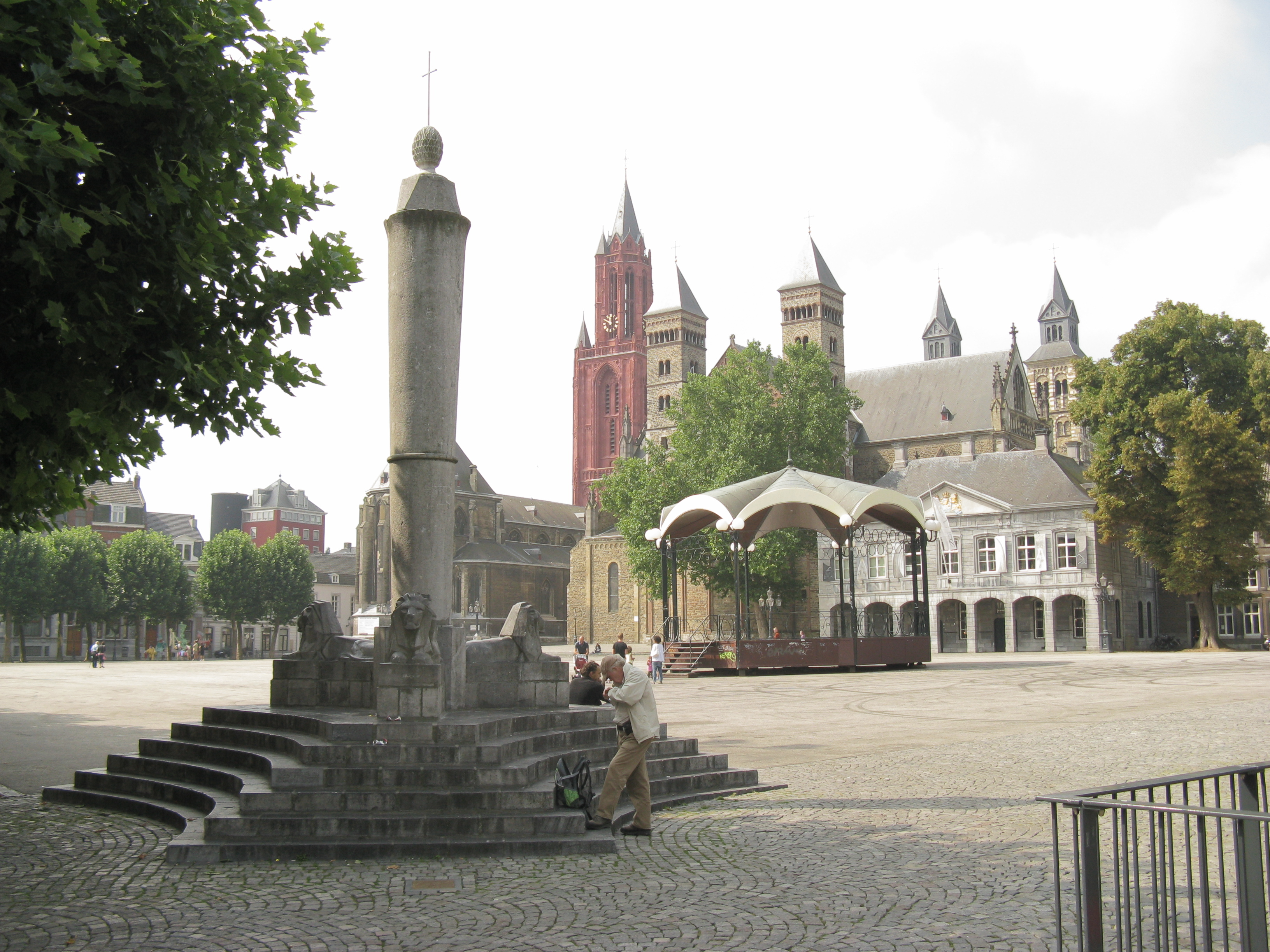
Le perron de Maastricht.
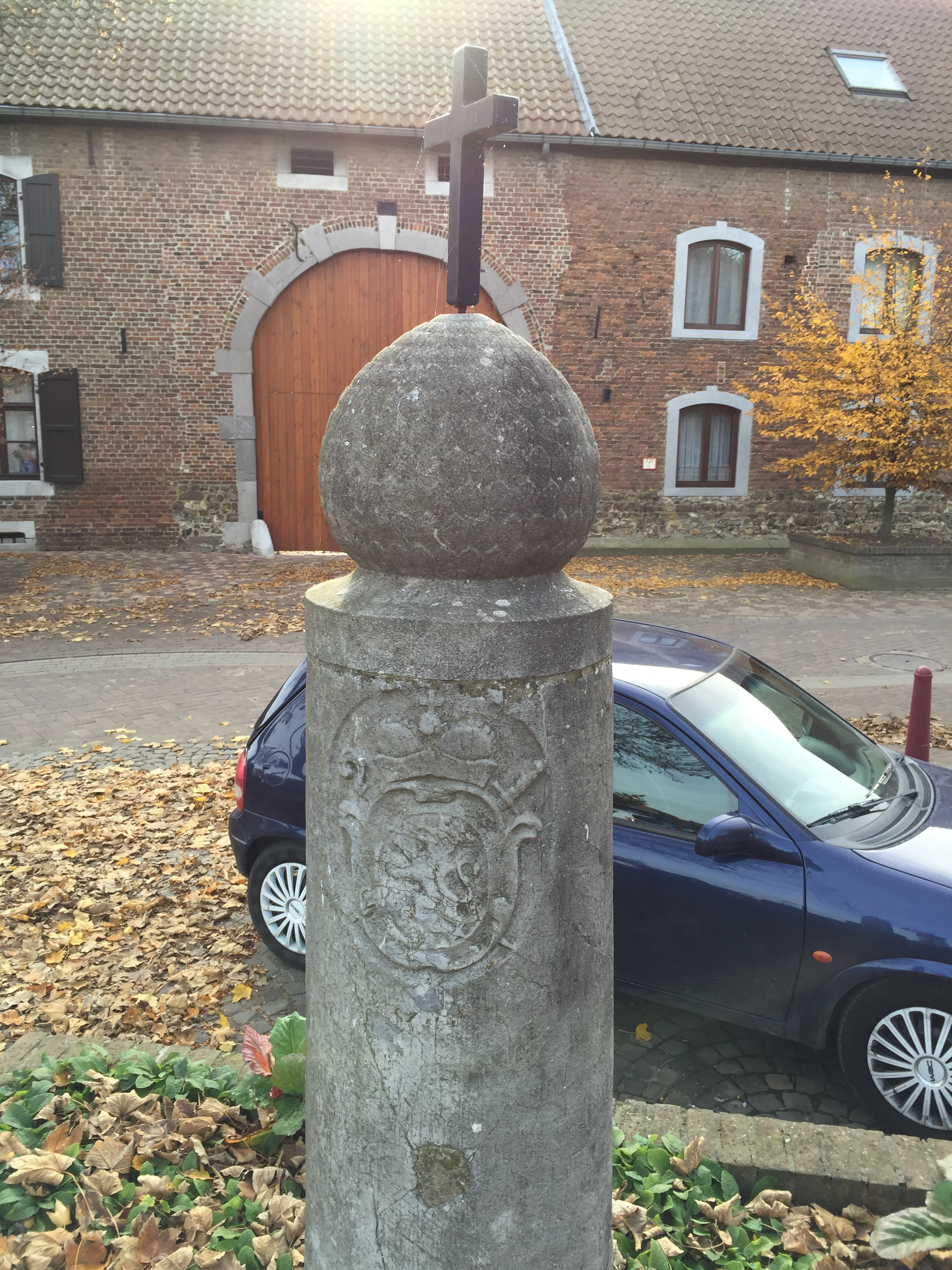
Le perron de Villers-l'Évêque.
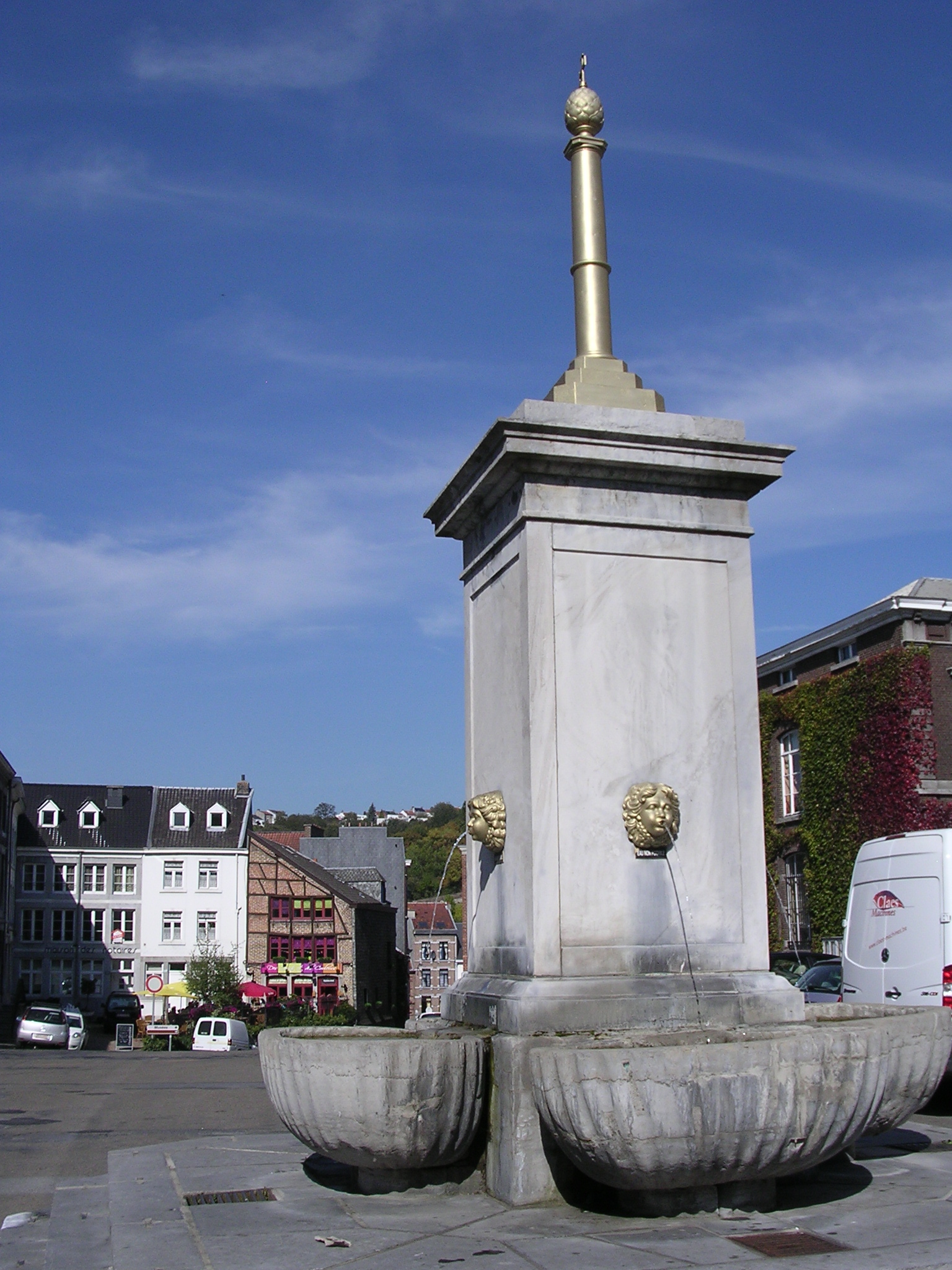
Le perron de Verviers.